# Alcalá de Gurrea (kommunhuvudort)
Alcalá de Gurrea är en kommunhuvudort i Spanien.   Den ligger i provinsen Provincia de Huesca och regionen Aragonien, i den nordöstra delen av landet, 300 km nordost om huvudstaden Madrid. Alcalá de Gurrea ligger 444 meter över havet och antalet invånare är 295.
Terrängen runt Alcalá de Gurrea är platt. Runt Alcalá de Gurrea är det glesbefolkat, med 9 invånare per kvadratkilometer. Närmaste större samhälle är Gurrea de Gállego, 8,5 km sydväst om Alcalá de Gurrea. Trakten runt Alcalá de Gurrea består till största delen av jordbruksmark.